# Château de Gizeux
Le château de Gizeux est un château datant du Moyen Âge et remanié au cours des siècles, notamment à la Renaissance et au XVIIIe siècle. Situé sur la commune de Gizeux, au sein du Parc naturel régional Loire-Anjou-Touraine, aux confins de l'ancienne province d'Anjou, il fait partie des châteaux de la Loire.
Ses façades se déploient sur 250 mètres de long, faisant de lui le plus long château de la Touraine angevine.

## Géographie
Le château de Gizeux se situe à une quinzaine de kilomètres au nord de Bourgueil et à 25 kilomètres de Saumur. 
Il est intégré dans le parc naturel régional de Loire-Anjou-Touraine, région verdoyante et boisée. Le domaine est à mi-distance d'Angers et de Tours.
Le château faisait partie de l'ancienne province d'Anjou et se situe aujourd'hui dans la Touraine angevine. Il a été construit à l'emplacement d'un ancien château fort du XIVe siècle. 

## Histoire
Le château de Gizeux dépendait de la seigneurie de Montsoreau, et passa sous l'administration de la sénéchaussée de Saumur (ancienne province d'Anjou) en 1544 après la signature de l'édit de Saint-Germain-en-Laye.

La sénéchaussée de Saumur en Anjou au XVIIIe siècle.

La seigneurie de Gizeux appartenait à la maison de Doué au moins depuis André (II) — qui le tenait peut-être de sa femme — dans la deuxième moitié du XIIe siècle, fils d'André (Ier), lui-même fils cadet de Geoffroi Ier de Doué et d'Eustache(i)e de Chemillé ;   
- Mathieu II de La Jaille (branche loudunoise) sire de Montreuil et Chahaignes, fut aux alentours de 1200 seigneur de Gizeux par son mariage sans postérité avec Agnès de Doué, fille d'André II.
- La succession de Gizeux fut assurée aux XIIIe et XIVe siècles par le frère d'Agnès, André (III) de Doué, qui fut père de Guillaume, lui-même père d'André (IV), qui à son tour enfanta Hugues de Doué, dont la fille Aliénor de Doué le transmit à son mari Hugues VI du Bellay[4], épousé en 1328, sire du Bellay et de Villequier.

La famille du poète Joachim du Bellay posséda donc Gizeux de 1315 à 1660, dans sa branche aînée des sires du Bellay, barons de Thouarcé, aussi princes d'Yvetot à partir de 1589. Vers 1450, la seigneurie fut unie à celle d'Avrillé. À la mort sans postérité survivante de Martin III du Bellay d'Yvetot en 1637, la succession passe à son petit-neveu Antoine-Saladin d'Anglure d'Etoges (1603-1675), fils de Charles-Saladin et de Marie Babou de la Bourdaisière de Sagonne, elle-même fille de Georges Babou et de Marie-Madeleine du Bellay (sœur de Martin III). 
Antoine-Saladin d'Anglure doit céder Gizeux et Avrillé à Henri-Emmanuel Hurault, marquis de Vibraye ; puis à Anne de Frézeau de La Frézelière († 1705), veuve de René de Rouxellé de Saché, et à leur fils Henri-Anne-René de Rouxellé de Saché, qui vend à René de Grandhomme en 1723.   
- René de Grandhomme est suivi par son fils René-Simon en 1758, père de Marie-Anne-Renée de Grandhomme qui marie en 1747 Louis-Paul de Brancas (1718-1802), dernier fils du maréchal de Brancas.
- Sans postérité survivante, Marie-Anne-Renée de Grandhomme lègue Gizeux à sa filleule Julie Constantin de La Lorie à l'occasion de son mariage en 1786 avec Louis-Gabriel de Contades, petit-fils du maréchal de Contades. Le château devint alors propriété de plusieurs « marquis de Gizeux » de la famille de Contades.

En 1789, lors de la Révolution française, le « marquis » Louis Gabriel de Contades (1759-1825), opposant aux révolutionnaires, doit fuir le sol de France et trouve refuge en 1794 à Saint-Domingue. Il ne reviendra à Gizeux qu'en 1801. 
En 1790, cette partie orientale de l'Anjou s'étirant de Bourgueil au sud jusqu'à Château-la-Vallière au nord et englobant Gizeux (la Touraine angevine), est rattachée au département d'Indre-et-Loire.
Resté après la Révolution la propriété de la famille de Contades-Gizeux, le château de Gizeux s'est transmis par mariage au XXe siècle à la famille de Laffon. 
Outre la visite, 5 chambres d'hôtes et 1 gîte permettent d'y séjourner.

## Description

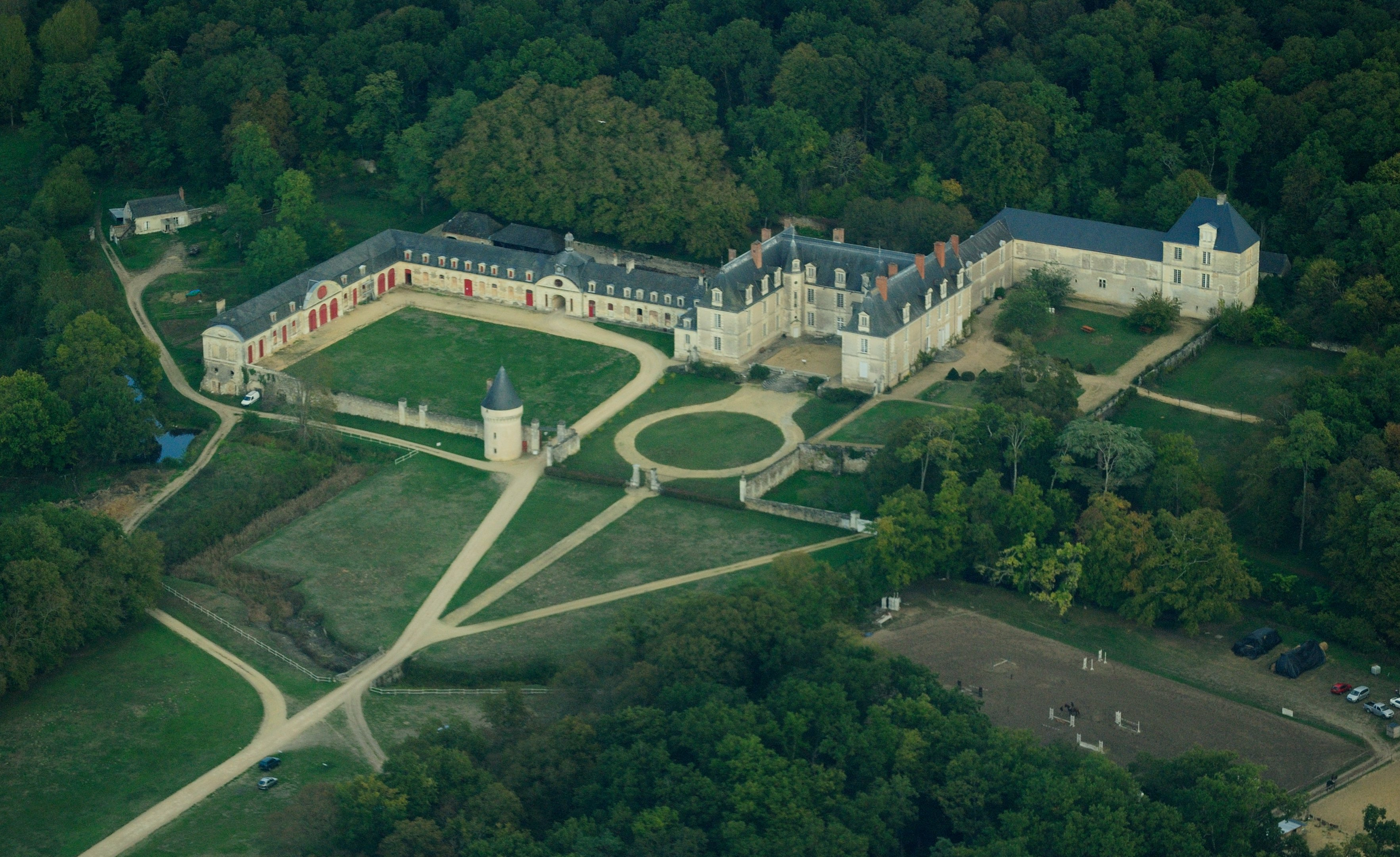
Vue aérienne du château de Gizeux

Les bâtiments conservent des parties édifiées à des périodes différentes. Ainsi le style médiéval côtoie celui de l'architecture Renaissance.
Le château possède deux grandes galeries peintes qui en font l'originalité : la Galerie François Ier décorée par des peintres italiens au début du XVIIe siècle et la Grande galerie des châteaux, décorée de peintures murales par une école française à la fin du XVIIe siècle ; elle comprend des panneaux peints représentant des châteaux royaux (Chambord, Vincennes, Fontainebleau et Versailles) et des scènes champêtres sur plus de 400 m2.
Le parc fut réalisé en 1829. 

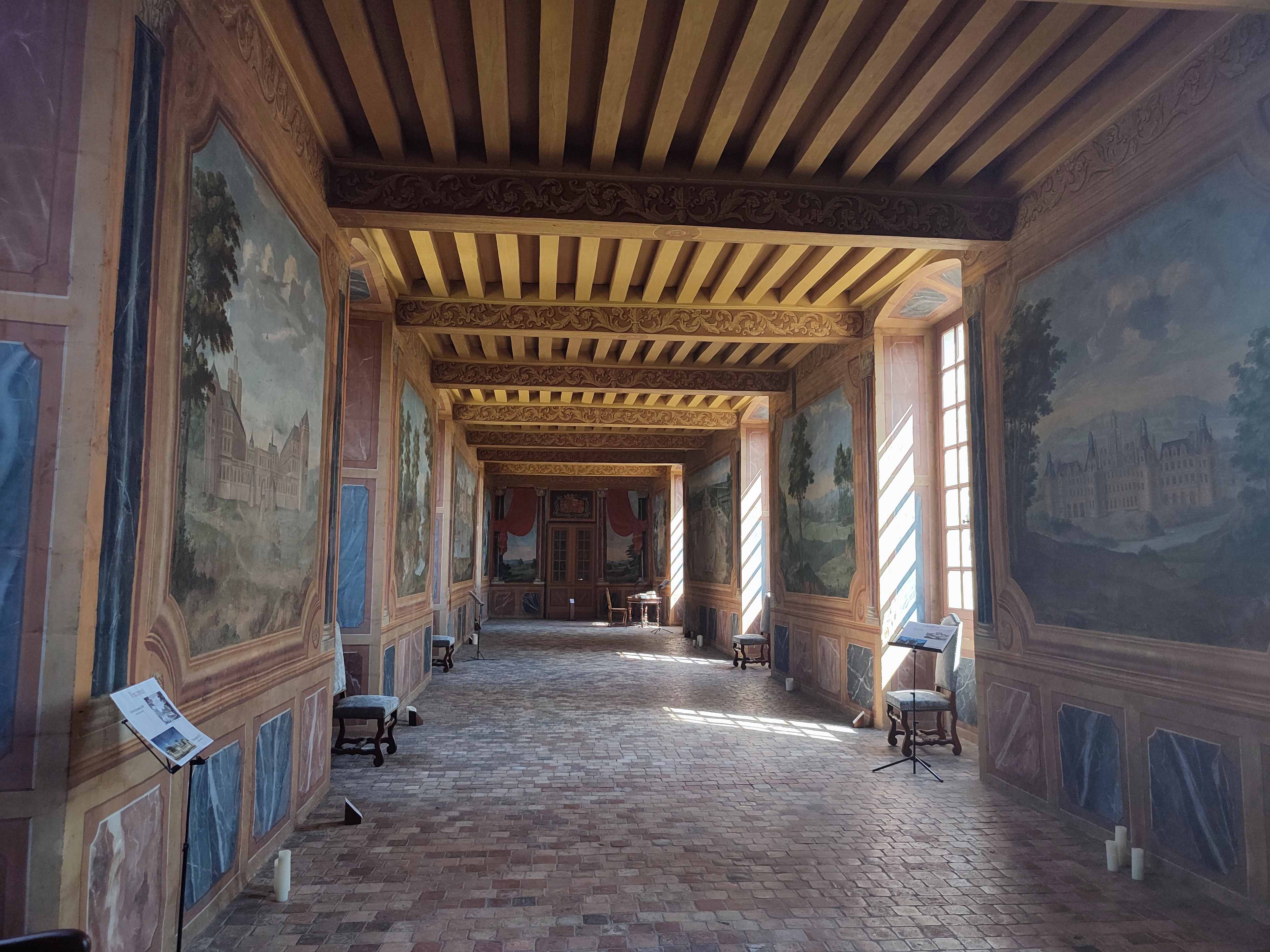
La Galerie des châteaux.

Près du château, s'élève l'église qui renferme les splendides tombeaux des Du Bellay. De rarissimes orants du XVIIe siècle furent réalisés en marbre blanc par Nicolas Guillain dit de Cambrai, directeur de l'Académie royale de sculpture de Paris.
Le château fait l’objet d’un classement au titre des monuments historiques depuis le 24 mai 1945.